# Équipe du Monténégro féminine de handball
Maillots
Dernière mise à jour : 15 décembre 2017.
L'équipe de Monténégro féminine de handball représente la Fédération monténégrine de handball lors des compétitions internationales, notamment aux tournois olympiques et aux championnats du monde. Jeune nation de handball du fait de son indépendance déclarée le 3 juin 2006, le Monténégro hérite du savoir-faire de la Yougoslavie. En 2012, aux Jeux olympiques, pour sa première participation, l'équipe obtient une médaille d'argent, notamment après avoir éliminé l'Équipe de France en quart de finale.
La joueuse emblématique de l'équipe est Bojana Popović, considérée comme l'une des meilleures joueuses du monde, et dont le palmarès est l'un des plus impressionnants (6 Ligues des champions, 12 championnats nationaux...). La joueuse a été saluée par son équipe lors de son dernier match en forme de consécration : la finale des Jeux olympiques.
En 2012, la sélection monténégrine est sacrée pour la première fois championne d'Europe, battant en finale la Norvège,.

## Parcours
Jeux olympiques
- 2008 : non qualifiée
- 2012 :  Médaille d'argent
- 2016 : 11e
- 2020 : 6e
- 2024 : qualifications en cours

Championnats du monde
- 2007 : non qualifiée
- 2009 : éliminée aux plays-off Europe
- 2011 : 10e
- 2013 : 9e
- 2015 : 8e
- 2017 : 6e
- 2019 : 5e
- 2021 : 22e
- 2023 : 7e

Championnats d'Europe
- 2008 : non qualifiée
- 2010 : 6e
- 2012 :  Médaille d'or[2]
- 2014 : 4e
- 2016 : 13e
- 2018 : 9e
- 2020 : 8e
- 2022 :  Médaille de bronze

## Effectifs

### Effectif actuel
L'effectif de l'équipe aux Jeux olympiques de 2020 est :

### Effectifs antérieurs

#### Jeux olympiques 2016
L'effectif de l'équipe aux Jeux olympiques 2016 était :
- Marina Rajčić
- Radmila Miljanić-Petrović
- Jovanka Radičević
- Đurđina Jauković
- Anđela Bulatović
- Andrea Klikovac
- Bojana Popović
- Sonja Barjaktarović
- Katarina Bulatović
- Ema Ramusović
- Majda Mehmedović
- Biljana Pavićević
- Milena Knežević
- Suzana Lazović.

Entraineur
- Dragan Adžić.

#### Jeux olympiques 2012
Aux Jeux olympiques de Londres en 2012, la sélection Monténégrine remporte la médaille d'argent grâce à une ossature qui s'articule autour du club monténégrin du Budućnost Podgorica, vainqueur de la Ligue des champions quelques semaines plus tôt  :
| N° | Joueuse             | Position       | Âge | Club                |
| -- | ------------------- | -------------- | --- | ------------------- |
| 1  | Marina Vukčević     | Gardienne      | 18  | Budućnost Podgorica |
| 2  | Radmila Miljanić    | Ailière droite | 24  | Budućnost Podgorica |
| 4  | Jovanka Radičević   | Ailière droite | 25  | Vardar Skopje       |
| 5  | Ana Ðokić           | Pivot          | 33  | Budućnost Podgorica |
| 8  | Marija Jovanović    | Arrière gauche | 26  | Issy Paris Hand     |
| 9  | Ana Radović         | Demi-centre    | 25  | Budućnost Podgorica |
| 10 | Anđela Bulatović    | Demi-centre    | 25  | Budućnost Podgorica |
| 12 | Sonja Barjaktarović | Gardienne      | 25  | Budućnost Podgorica |
| 14 | Maja Savić          | Ailière gauche | 36  | Budućnost Podgorica |
| 17 | Bojana Popović      | Arrière gauche | 32  | Budućnost Podgorica |
| 26 | Suzana Lazović      | Pivot          | 20  | Budućnost Podgorica |
| 32 | Katarina Bulatović  | Arrière droite | 27  | Győri ETO KC        |
| 77 | Majda Mehmedović    | Ailière gauche | 22  | Budućnost Podgorica |
| 90 | Milena Knežević     | Demi-centre    | 22  | Budućnost Podgorica |

#### Championnat d'Europe 2012
À la suite de la retraite internationale de sa star Bojana Popović, la sélection monténégrine devenue championne d'Europe 2012 est :

## Personnalités liées à la sélection

### Joueuses majeures
- Katarina Bulatović, meilleure arrière droite et meilleure marqueuse (56 buts) du championnat d'Europe 2012, meilleure arrière droite et meilleure marqueuse (53 buts) des Jeux olympiques d'été de 2012, nommée dans l'élection de la meilleure handballeuse de l'année en 2012 et 2013
- Bojana Popović, meilleure arrière gauche aux Jeux olympiques de 2012 et nommée dans l'élection de la meilleure handballeuse de l'année en 2010 et 2012, porte-drapeau aux Jeux olympiques de 2016
- Jovanka Radičević, meilleure ailière droite du championnat d'Europe 2012 et des Championnats du monde 2015 et 2019
- Maja Savić, meilleur ailière gauche du championnat du monde 2001 (sous le maillot de la Serbie-et-Monténégro)

### Sélectionneurs
Depuis son indépendance en 2006, le Monténégro a été dirigé par six sélectionneurs différents :
| Sélectionneur      | Période     | Compétitions |
| ------------------ | ----------- | --- |
| Nikola Petrović    | 2006 – 2008 | aucune |
| Gyula Zsiga        | 2008 – 2010 | aucune |
| Dragan Adžić (en)  | 2010 – 2017 | CE 2010 (6e), CM 2011 (10e), JO 2012 (), CE 2012 (), · CM 2013 (11e), CE 2014 (4e), CM 2015 (8e), JO 2016 (11e), CE 2016 (13e) |
| Per Johansson (en) | 2017 – 2020 | CM 2017 (6e), CE 2018 (9e), CM 2019 (5e)                                                                                       |
| Kim Rasmussen (en) | 2020 – 2021 | CE 2020 (8e) |
| Bojana Popović     | depuis 2021 | JO 2020 (6e), CM 2021 (22e), CE 2022 (), CM 2023 (7e)                                                                          |